# 2016 en Afghanistan
Chronologie de l'Afghanistan
- 2012
- 2013
- 2014
- 2015
- 2016
- 2017
- 2018
- 2019
- 2020

Cet article présente les faits marquants de l'année 2016 en Afghanistan ou relatifs à l'Afghanistan.

## Évènements
- 1er janvier : un attentat-suicide contre un restaurant français à Kaboul, revendiqué par les talibans, fait deux morts[1].
- 19 avril : un attentat à Kaboul fait 64 morts.
- 20 juin : série d'attentats à Kaboul.
- 23 juillet : attentat à Kaboul.
- 21 novembre : un attentat dans une mosquée de Kaboul fait au moins 28 morts[2].